# Liku

Liku fekvése a kis szigeten

Liku egy falu Niue szigetén.

## Fekvése
A sziget keleti részén fekszik, keletre a fővárostól, Alofitól 20 percre, Lakepától 11 km-re, Mutalautól 17 km-re, Tuapától 30 km-re. Rendelkezik tengerparttal. A faluból egy út vezet a sziget közepére. Hakupuval osztozik a "Huvalu Forest Conversation Area" természetvédelmi területen.

## Politika
Liku a sziget tizennégy választókerületének egyike, amely egy képviselőt küldhet Niue parlamentjébe. A 2008-as választásokon Pokotoa Sipeli képviseltette magát. Postát ígért a lakóknak, és fejlesztést az erdőgazdálkodásban és a halászatban.